# Hozzátartozó
A köznyelven a rokonok körébe tartozó személyek jogszabályi meghatározása megkülönbözteti a hozzátartozók fogalmán belül a  közeli hozzátartozókat is. A jogszabályi meghatározás többször változott a magyar Polgári Törvénykönyv eredeti szövegéhez képest.

## Közeli hozzátartozó
A közeli hozzátartozó fogalma alá a magyar Polgári Törvénykönyv 8:1. §-a szerint jelenleg a következő hozzátartozók tartoznak:
- a házastárs, bejegyzett élettárs,
- az egyeneságbeli rokon,
- az örökbefogadott,
- a mostoha- és nevelt gyermek,
- az örökbefogadó-, a mostoha- és a nevelőszülő,
- valamint a testvér.

## Hozzátartozó
- a közeli hozzátartozó
- az élettárs,
- az egyeneságbeli rokon házastársa, bejegyzett élettársa
- a házastárs, bejegyzett élettárs egyeneságbeli rokona és testvére,
- a testvér házastársa, bejegyzett élettársa.

## A korábbi meghatározás
A korábban hatályos  1959. évi IV. törvény szerint hozzátartozónak számított a jegyes, élettárs, egyeneságbeli rokon házastársa, a házastárs egyeneságbeli testvére vagy rokona, a testvér házastársa, valamint az összes közeli hozzátartozó.